# Pershing Square (métro de Los Angeles)
Pour les articles homonymes, voir Pershing Square.
Pershing Square est une station du métro de Los Angeles située sous la Hill Street, entre la 5e et la 6e rue, près du Pershing Square dans le centre-ville de Los Angeles.
Elle est desservie par les rames des lignes B et D.

## Localisation
Station souterraine du métro de Los Angeles, Pershing Square est située sur une section commune aux lignes B et D entre Wilshire/Vermont et le terminus de Union Station. Elle est située en plein centre-ville de Los Angeles.

## Histoire
Pershing Square est mise en service le 30 janvier 1993, lors de l'ouverture de la première section de la ligne B, entre Union Station et Westlake/MacArthur Park.
Depuis 2007, l'une des deux branches de la ligne B se voit attribuer un nouveau nom, conséquemment, la station Pershing Square est dès lors desservie par les rames de la ligne D.

## Service

### Accueil
Elle dispose de deux bouches sur la Hill Street aux croisements avec la 5e rue et la 6e rue.

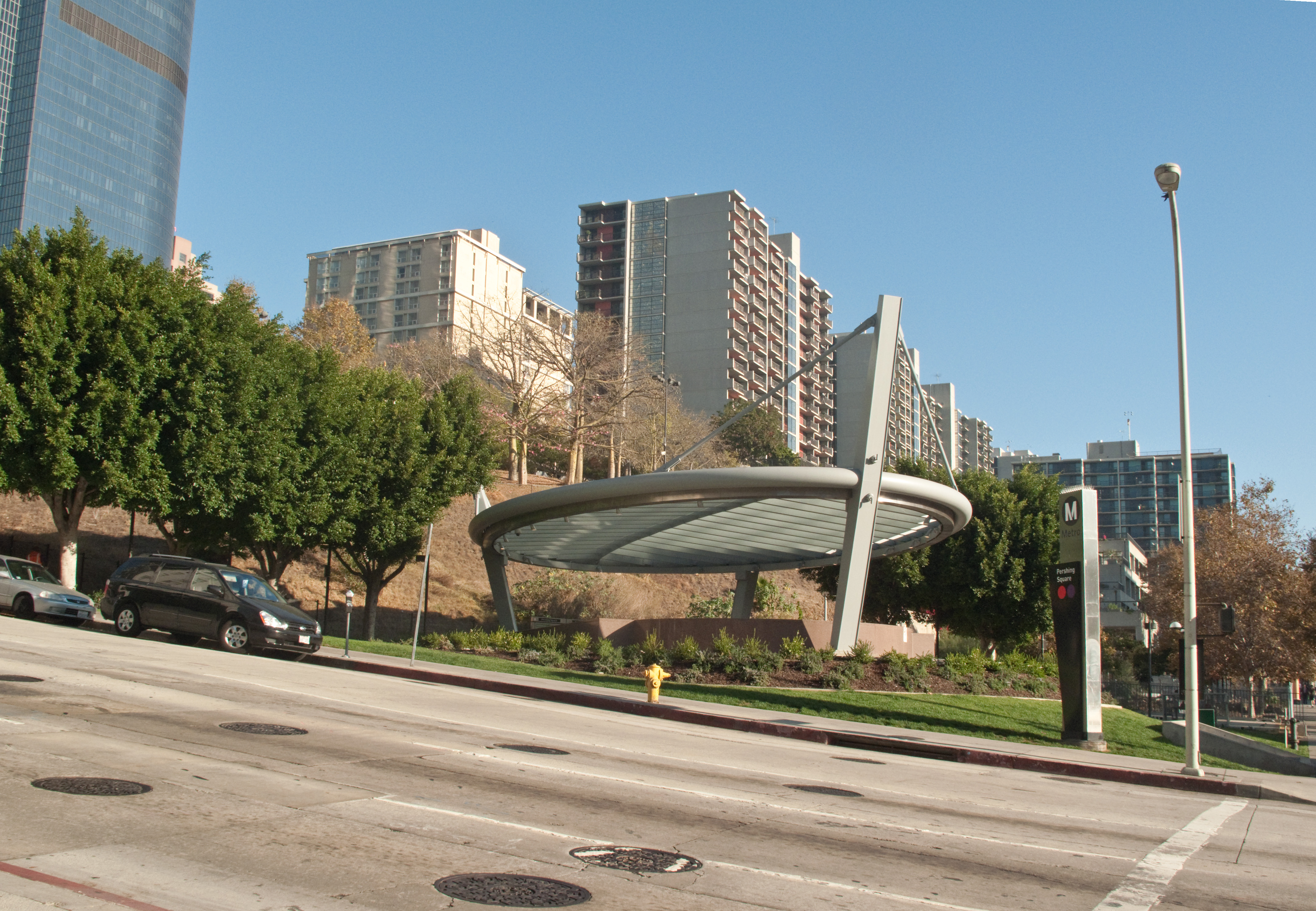
L'une des deux bouches.
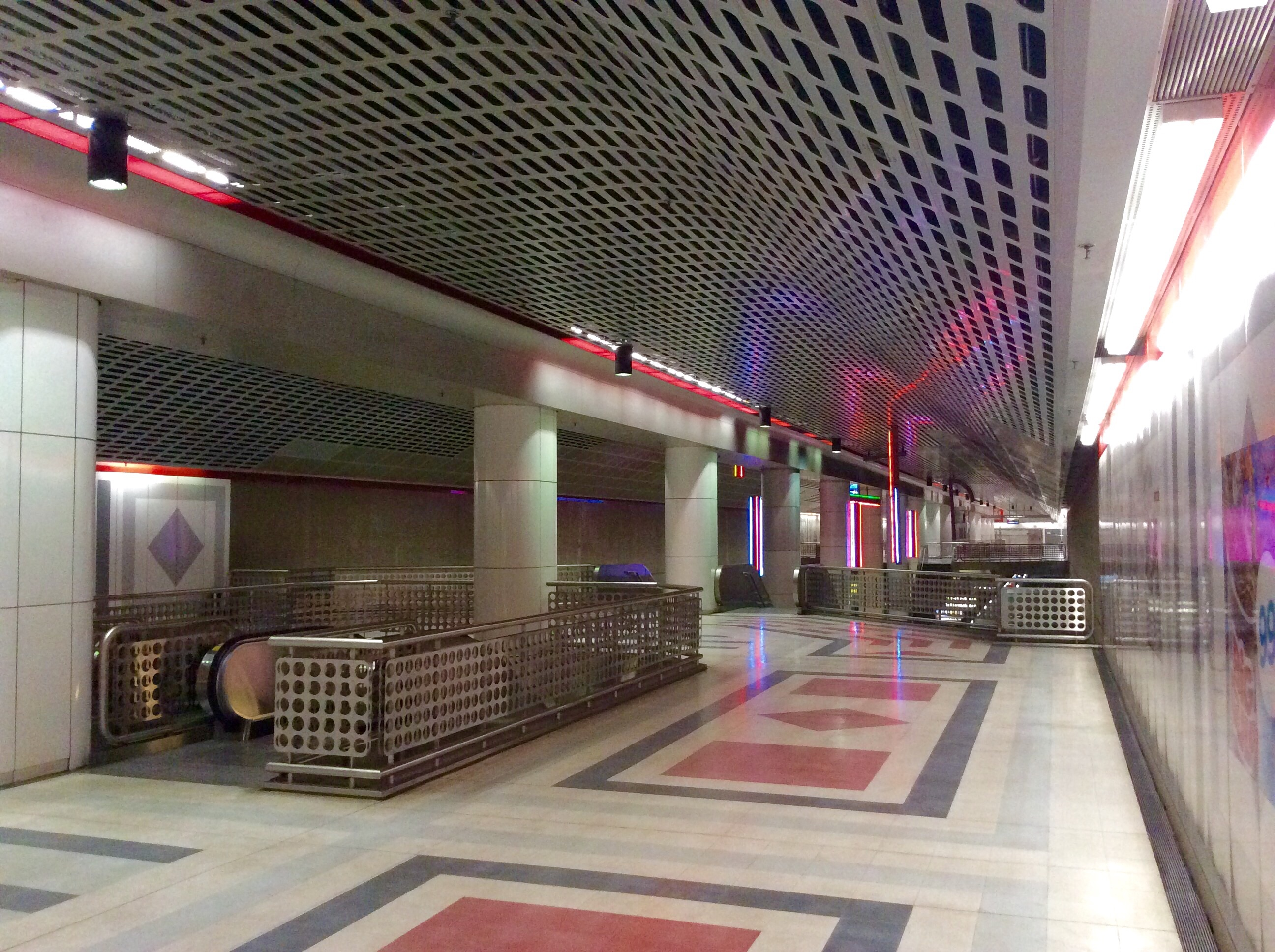
Intérieur.
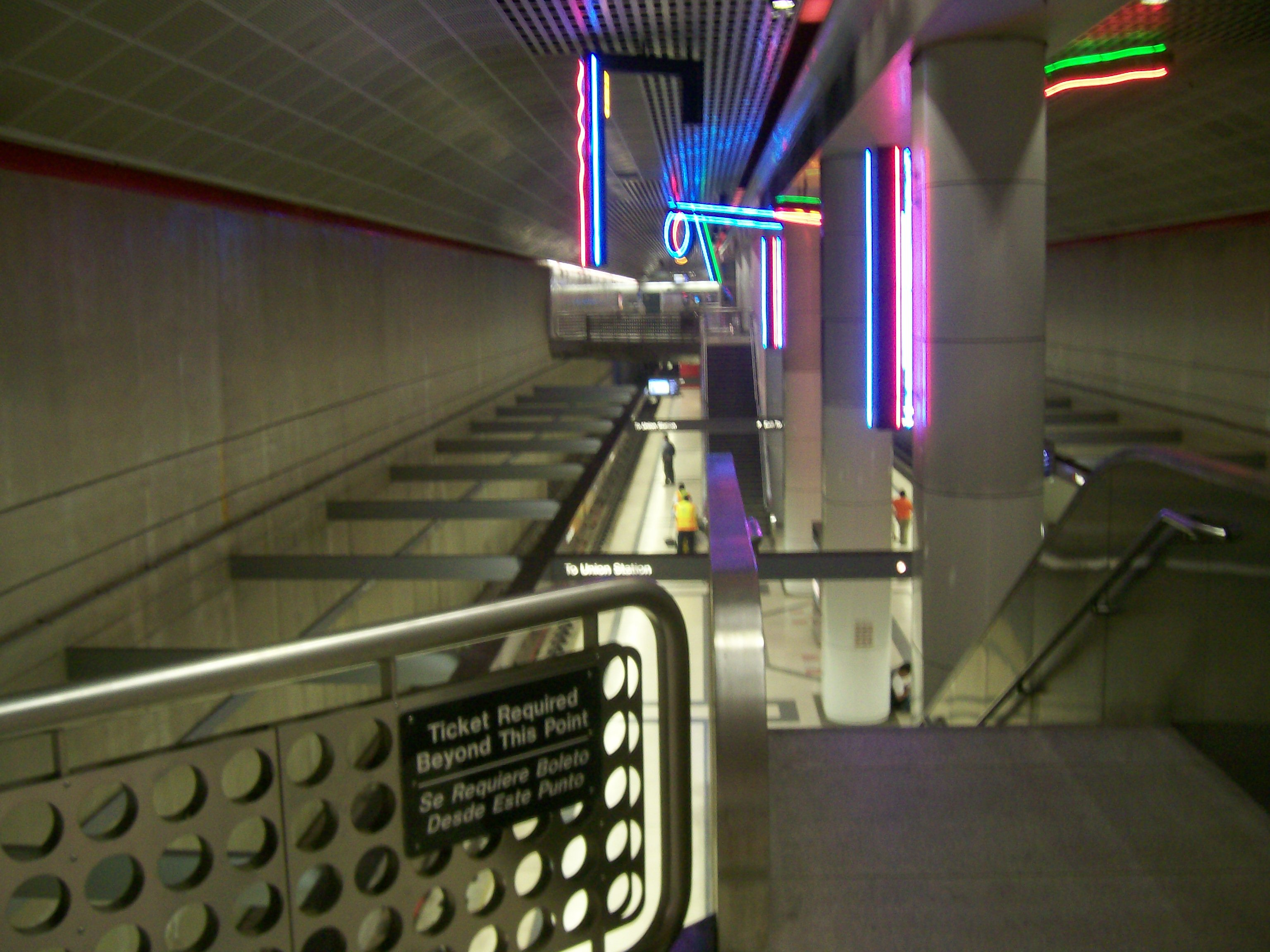
Intérieur, accès au quai.

### Desserte
Pershing Square est desservie par les rames des lignes B et D du métro. Elle est aussi située à proximité du Pershing Square, du funiculaire Angels Flight, du gratte-ciel U.S. Bank et de l'hôtel Millennium Biltmore.

### Intermodalité
En surface, la station est desservie par la ligne J (en), l'une des deux lignes du réseau de bus à haut niveau de service de Los Angeles.
Plusieurs lignes d'autobus locales desservent également la station telles que les lignes 2, 4, 10, 14, 16, 17, 18, 28, 30, 33, 37, 38, 40, 45, 48, 53, 55, 62, 68, 70, 71, 76, 78, 79, 81, 83, 90, 91, 92, 94, 96, 302, 316, 378, 442, 460, 487, 489, 720, 728, 733, 745, 770 et 794 de Metro.

## Architecture et œuvres d'art
L'architecture de la station est signée par l'architecte Arthur Erickson, et elle abrite une installation de l'artiste Stephen Antonakos, qui y a réalisé un œuvre lumineuse en néons dénommée « Neons for Pershing Square ».

## Dans la culture populaire

### Au cinéma
Elle a servi de décor pour plusieurs films :
- (500) jours ensemble (2009) ;
- S.W.A.T. unité d'élite (2003) ;
- Speed (1994) ;
- L'Arme fatale 3 (1992).